# Hypsitherium bolivianum
Hypsitherium bolivianum è un mammifero notoungulato estinto, appartenente ai tipoteri. Visse nel Pliocene medio-superiore (circa 4-3 milioni di anni fa) e i suoi resti fossili sono stati ritrovati in Sudamerica.

## Descrizione
Questo animale doveva essere vagamente simile a un vombato, sia per morfologia che per dimensioni. La dentatura superiore era composta da denti ipselodonti ricurvi: la corona del primo molare superiore sfiorava i 3 centimetri di altezza. Hypsitherium, rispetto ai suoi parenti, si differenziava per l'assenza del terzo lobo posteriore dei denti premolari e molari superiori; i premolari e molari inferiori erano dotati di pieghe di smalto linguali e di solchi labiali ben sviluppati. La mandibola era corta e stretta, ed era più profonda di quella di altri animali affini come Plesiotypotherium; al contrario di altri tipoteri affini, erano presenti sia il secondo che il terzo premolare inferiori.

## Classificazione
Hypsitherium bolivianum venne descritto per la prima volta nel 1995, sulla base di resti fossili ritrovati in terreni del Pliocene nella zona di Inchasi, in Bolivia. È considerato un tipico rappresentante dei mesoteriidi (Mesotheriidae), un gruppo di notoungulati tipoteri che nel corso del Cenozoico diedero origine a forme di dimensioni notevoli, paragonabili a quelle di un montone. Hypsitherium, tuttavia, sembrerebbe essere stato abbastanza distinto dal resto dei mesoteriidi da non essere in stretta correlazione con alcun altro mesoteriide noto. È possibile che questo animale fosse un rappresentante di una fauna endemica di notoungulati boliviani.

## Paleoecologia
Hypsitherium (il cui nome significa "bestia alta" con riferimento all'altitudine in cui sono stati ritrovati i suoi fossili) era un animale che viveva sugli altipiani, ed era probabilmente adattato a nutrirsi di piante particolarmente fibrose.